# Синдром Уанье
Синдром Уанье (антибиомания, реакция Хайна, прокаиновый психоз) — остро возникающее осложнение псевдоанафилактического типа при введении антибиотиков пенициллинового ряда пролонгированного действия (бензатина бензилпенициллин, бензилпенициллин прокаин), реже — других препаратов, проявляющееся психическими и соматическими нарушениями.

## История иэпонимия
Впервые подобная реакция на бензилпенициллина прокаин была зарегистрирована в 1948. В 1951 Батчелор выдвинул гипотезу о его эмболическом происхождении. Синдром впервые был подробно исследован в 1959 швейцарским терапевтом Рольфом В. Уанье (нем. Rolf Hoigné), описавшим случаи псевдоанафилактических реакций после внутримышечного введения больным пенициллина G.
В более узком понимании синдром Уанье, возникающий при введении антибиотиков, называют «антибиоманией» (др.-греч. ἀντί — против, βίος — жизнь, μανία — безумие).

## Эпидемиология
Заболеваемость составляет от 1:1000 до 1:3000 среди тех, кому сделали инъекции бензилпенициллин прокаина. Несмотря на то, что большинство случаев описаны у взрослых пациентов, встречается он также в педиатрической практике. Синдром в 6 раз чаще встречается у мужчин. 

## Этиология
Ранее было принято считать, что данный синдром может быть вызван исключительно бензилпенициллина прокаином. Однако, помимо классических случаев, описанных Р. В. Уанье и вызванных бензилпенициллина прокаином (пенициллин G прокаин), зарегистрирован ряд реакций, вызванных другими пенициллинами пролонгированного действия: бензатина бензилпенициллином, в том числе, в комбинации с бензилпенициллина прокаином в виде препарата «Бициллин-5» и азлоциллином, по другим наблюдениям, гораздо реже синдром могут вызвать:
1. Другие антибиотики:
  1. Весьма часто[9] галлюцинации, вызванные синдромом Уанье, наблюдаются при применении полусинтетического пенициллина амоксициллина[8][10].
  2. Цефалоспорины: цефуроксим[8].
  3. Макролиды: кларитромицин[8].
  4. Аминогликозиды: гентамицин[8].
2. Антигистаминные препараты: дезлоратадин[8].
3. Местные анестетики: лидокаин[8].

## Патогенез
Существует 2 теории патогенеза синдрома Уанье: токсическая и так называемая теория лимбического «киндлинга» (англ. kindling — зажигание, растопка, воспламенение).
По мнению самого Р. В. Уанье, который придерживался первой теории, синдром является «токсико-аллергической реакцией». Ранее считалось, что синдром Уанье вызывается введением бензилпенициллина прокаина внутривенно, вследствие чего его кристаллы вызывают микроэмболию сосудов головного мозга и лёгких. Попадание препарата в сосудистое русло возможно также при нарушении техники инъекции или многократных инъекциях в ограниченную точку ягодицы. В то же время, данная теория не раскрывает в полной мере патогенез синдрома и не объясняет его возникновение при применении других препаратов. К тому же, при вскрытии и в ходе экспериментов на животных, микроэмболы в головном мозге не были обнаружены; не описаны случаи тромбоэмболии лёгочной артерии, к которым приводил бы синдром Уанье. Однако, не исключено, что их отсутствие может быть вызвано быстрой растворимостью кристаллов. 
Теория «киндлинга» была дальнейшим развитием токсической теории. Согласно данной теории, стимулы малой интенсивности, изначально неспособные вызвать ответ, после их многократного повторения вызывают физиологические и поведенческие изменения. Они уменьшают судорожный порог и оказывают вторичные эффекты на другие участки мозга, в том числе, лимбическую систему. Косвенно теорию «киндлинга» подтверждает то, что острые проявления синдрома Уанье похожи на пароксизмальные симптомы височной и лимбической эпилепсии. Среди прочих препаратов, на лимбическую систему киндлинг-эффект оказывают местные анестетики: лидокаин, прокаин (новокаин) и ранее применявшийся в этих целях кокаин, в настоящее время употребляемый, как наркотическое средство. Он был подтверждён в экспериментах на лабораторных животных и описан у пациентов, получавших лидокаин внутривенно для лечения аритмии и у страдающих зависимостью от кокаина. Этот эффект доказан и у прокаина. 
В случаях применения амоксициллина, не содержащего в своем составе местные анестетики, данная теория вызывает сомнения. Однако известно, что сам пенициллин, являясь антагонистом ГАМК, также может вызвать киндлинг-эффект. 
Возможна связь патогенеза синдрома Уанье с аномальным доминированием полушарий головного мозга, которое чаще наблюдается у мужчин, что в целом коррелирует с эпидемиологией данного расстройства. 
Патогенез синдрома Уанье окончательно не изучен. В частности, трудно провести дифференциальную диагностику с основными симптомами заболевания, при лечении которого применяли медикамент и его побочными действиями, не связанными с синдромом Уанье. В то же время, симптомы основного расстройства, как правило, весьма существенны: например, лидокаин применяли у пациента с инфарктом миокарда на фоне сахарного диабета и у больного с хроническим гепатитом; антибиотики — при тяжелых бактериальных инфекциях и у пациентки с артериальной гипертензией. Поэтому, патогенез синдрома может быть тесно связан с основной болезнью, либо органическим расстройством головного мозга на её фоне.

## Клиническая картина
Согласно большинству наблюдений, синдром развивается непосредственно после первого введения, согласно одному из наблюдений — в течение 60 секунд. В то же время, согласно исследованию польских психиатров, синдром в среднем развивается после 6-й инъекции. Степень выражености синдрома Уанье не зависит от дозы препарата и длится он, как правило, кратковременно (15—30 минут), хотя возможно затяжное течение до нескольких дней. Также описано подострое и латентное течение заболевания.

### Психические и неврологические нарушения
Первыми проявлениям расстройства являются страх смерти и ощущение беспомощности, похожие на паническую атаку.  В дальнейшем возникает ажитированное психомоторное возбуждение со спутанностью, больной становится дезориентированным в месте и времени, развиваются слуховые, зрительные, висцеральные и обонятельные галлюцинации. Возможны явления деперсонализации и дереализации, развитие параноидного бреда. При помощи теста MMSE можно выявить лёгкие когнитивные нарушения за счёт ухудшения внимания и ориентации. В одном из описанных случаев у больного присутствовал синдром Капгра. Кроме того, у пациентов возможны генерализованные тонико-клонические и парциальные судороги, особенно часто встречающиеся у детей. 

### Соматические нарушения
Синдром Уанье проявляется тахикардией, гипертензией, кашлем, чувством сдавливания в грудной клетке, цианозом или бледностью кожи, обильным потоотделением.

## Диагностика
По данным одного из клинических обзоров, лабораторные методы обследования, в том числе, клинический анализ крови, биохимический анализ крови и иммунологические исследования каких-либо значимых отклонений не выявили. По данным МРТ было выявлено множественные субкортикальные участки, гипоинтенсивные на Т2-взвешенных изображениях.

### Дифференциальный диагноз
Дифференцировать синдром Уанье необходимо от анафилактического шока, вызванного введением препарата, для которого характерны симптомы ангионевротического отёка, крапивницы, бронхоспазма и коллапса с артериальной гипотонией). При синдроме Уанье отрицательные провокационные и кожные аллергические диагностические пробы, а также оральный провокационный тест на пенициллин. Остается в норме уровень специфических иммуноглобулинов IgE. Провести дифференциальную диагностику с точки зрения практической медицины важно в связи с тем, что при синдроме Уанье дальнейшее применение препарата возможно, а при анафилаксии категорически запрещено.
Также синдром Уанье может быть ошибочно диагностирован как инфекционный психоз, протекающий по типу делирия, вызванный сепсисом.
Судорожный синдром вследствие синдрома Уанье у детей может быть ошибочно диагностирован как эпилепсия и в дальнейшем быть причиной неправильного лечения с применением антиконвульсантов или избыточных диагностических процедур. 

## Лечение

### Первая помощь. Первая доврачебная помощь
Если синдром Уанье не приводит к состоянию коллапса или острой дыхательной недостаточности, для оказания медицинской помощи применяют только подача больному кислорода. Связано это с возникающей на фоне повышенного метаболизма нейронов гипоксии, которая, в свою очередь, может привести к гиперкапнии, коллапсу и судорогам. Пациента необходимо успокоить, посадить или уложить с целью минимизации повреждений в результате психомоторного возбуждения. При выраженном возбуждении необходимо назначение транквилизаторов (диазепам). Также для купирования острых проявлений рекомендуется ввести внутривенно препараты из группы глюкокортикоидов (преднизолон).

### Реабилитация
В процессе реабилитации необходимо наблюдение у психиатра в связи с возможным развитием отдалённых психических расстройств с невротической и психотической симптоматикой.

## Профилактика
Существующий принцип индивидуальной и общественной профилактики синдрома состоит из трёх положений:
1. Регулярно менять место инъекций.
2. Как можно более ранний переход больного на пероральный приём пенициллинов.
3. Производителям пенициллинов пролонгированного действия ограничить размер кристаллов бензилпенициллина до 20 нм.

Пенициллины пролонгированного действия нельзя вводить подкожно, внутривенно, интратекально (непосредственно в спинномозговую жидкость) и капельно в полости тела. Инъекции бензилпенициллин прокаина рекомендуется делать в положении больного лежа, что уменьшит риск нарушения технологии инъекции, внутримышечно, в правый верхний квадрант ягодицы. Не рекомендуется осуществлять много инъекций в ограниченный участок. 
Необходимо соблюдать правила хранения бензилпенициллин прокаина. В частности, желательно хранить его при температуре не выше 25 °C в связи с тем, что хранение при комнатной температуре способствует высвобождению свободного прокаина.  

## Прогноз
Непосредственно после перенесенного синдрома Уанье у пациентов могут развиться симптомы конверсионного расстройства, либо ипохондрический синдром. Между возрастом пациента и степенью выраженности конверсионных симптомов установлена позитивная корреляция. Согласно исследованию психиатров из Гданьска, все пациенты после перенесенного синдрома Уанье испытывали страх перед дальнейшими инъекциями бензилпенициллин прокаина и отказывались от продолжения лечения данным препаратом, а невротические симптомы были продолжительными, со склонностью к рецидивам и плохо поддавались лечению. 
Согласно исследованию, проведенному в 1994 в Померанском медицинском Университете в Щецине, у 3-х пациентов с перенесённым синдром Уанье острый экзогенный психоз перешел в состояние с симптомами тревожного невроза и в отдаленном периоде у них был диагностирован острый эндогенный психоз с симптомами шизофрении.
Британские учёные также указывают на склонность синдрома Уанье к хронизации при отсутствии профессиональной терапии или психологической поддержки. Он может сочетаться с паническими атаками, ПТСР, фобическими расстройствами и депрессией разной степени выраженности. Частота распространения (англ. observed period prevalence rate) согласно этому исследованию составила 5,9:1000.